# Aspidoglossum lanatum
Aspidoglossum lanatum är en oleanderväxtart som först beskrevs av August Henning Weimarck, och fick sitt nu gällande namn av F.K. Kupicha. Aspidoglossum lanatum ingår i släktet Aspidoglossum och familjen oleanderväxter. Inga underarter finns listade i Catalogue of Life.